# Sottomarino D1
Sottomarino D1 (Submarine D1) è un film del 1937 diretto da Lloyd Bacon.

## Trama
Un ufficiale un timoniere di servizio nello stesso sommergibile si contendono l'amore della stessa ragazza con ovvie ripercussioni sul loro rapporto di lavoro. Quando l'uno salverà la vita all'altro ritroveranno l'armonia.